# Superlega 2014-2015
La Superlega 2014-2015 si è svolta dal 18 ottobre 2014 al 13 maggio 2015: al torneo hanno partecipato tredici squadre di club italiane e la vittoria finale è andata per la quarta volta alla Trentino.

## Regolamento

### Formula
Le squadre hanno disputato un girone all'italiana, con gare di andata e ritorno, per un totale di ventisei giornate; al termine della regular season:
- Le prime otto classificate hanno acceduto ai play-off scudetto, strutturati in quarti di finale, semifinali, entrambe giocate al meglio di due vittorie su tre gare, e finale, giocata al meglio di tre vittorie su cinque gare.
- Nessuna è retrocessa in Serie A2[2].

### Criteri di classifica
Se il risultato finale è stato di 3-0 o 3-1 sono stati assegnati 3 punti alla squadra vincente e 0 a quella sconfitta, se il risultato finale è stato di 3-2 sono stati assegnati 2 punti alla squadra vincente e 1 a quella sconfitta.
L'ordine del posizionamento in classifica è stato definito in base a:
- Punti;
- Numero di partite vinte;
- Ratio dei set vinti/persi;
- Ratio dei punti realizzati/subiti.

## Squadre partecipanti
Al campionato di Superlega 2014-15 hanno partecipato tredici squadre: quelle neopromosse dalla Serie A2 sono state il Padova, vincitrice della regular season, ed il Milano, vincitrice dei play-off promozione; due squadre che hanno il diritto di partecipazione, ossia la Callipo e il Piemonte, hanno rinunciato all'iscrizione: la prima ha ceduto il titolo sportivo al Powervolley Milano, mentre al posto della seconda non è stata ripescata alcuna squadra.
| Club               | Stagione | Città             | Impianto               | Stagione precedente                                                                         |
| ------------------ | -------- | ----------------- | ---------------------- | ------------------------------------------------------------------------------------------- |
| BluVolley Verona   | dettagli | Verona            | PalaOlimpia            | 8ª in Serie A1; quarti di finale play-off scudetto; quarti di finale play-off Challenge Cup |
| Città di Castello  | dettagli | Città di Castello | Palazzetto dello Sport | 7ª in Serie A1; semifinali play-off Challenge Cup                                           |
| Lube               | dettagli | Treia             | PalaCivitanova         | 1ª in Serie A1; campione d'Italia                                                           |
| Milano             | dettagli | Milano            | Palazzetto dello Sport | 2ª in Serie A2; vincitrice play-off promozione                                              |
| Modena             | dettagli | Modena            | PalaPanini             | 5ª in Serie A1; semifinali play-off scudetto; semifinali play-off Challenge Cup             |
| Molfetta           | dettagli | Molfetta          | PalaPoli               | 10ª in Serie A1; quarti di finale play-off Challenge Cup                                    |
| Padova             | dettagli | Padova            | PalaSanLazzaro         | 1ª in Serie A2                                                                              |
| Piacenza           | dettagli | Piacenza          | PalaBanca              | 2ª in Serie A1; semifinali play-off scudetto                                                |
| Porto Robur Costa  | dettagli | Ravenna           | PalaGalassi            | 9ª in Serie A1; vincitrice play-off Challenge Cup                                           |
| Powervolley Milano | dettagli | Milano            | PalaDesio              | 6ª in Serie A2; quarti di finale play-off promozione                                        |
| Sir Safety Perugia | dettagli | Perugia           | PalaEvangelisti        | 3ª in Serie A1; finale play-off scudetto                                                    |
| Top Volley Latina  | dettagli | Latina            | PalaBianchini          | 12ª in Serie A1; quarti di finale play-off Challenge Cup                                    |
| Trentino           | dettagli | Trento            | PalaTrento             | 4ª in Serie A1; quarti di finale play-off scudetto                                          |

## Torneo

### Regular season

#### Risultati
| Prima giornata |                               |                   |                            |
|                |                               |                   |                            |
| Riposa:        | Città di Castello             | Città di Castello | Città di Castello          |
| 19-10          | Piacenza - Porto Robur Costa  | 1-3               | 23-25, 25-20, 22-25, 17-25 |
| 18-10          | Lube - BluVolley Verona       | 3-1               | 22-25, 25-21, 25-19, 27-25 |
| 19-10          | Powervolley Milano - Molfetta | 0-3               | 21-25, 20-25, 19-25        |
| 19-10          | Trentino - Padova             | 3-0               | 25-19, 25-15, 25-13        |
| 19-10          | Modena - Sir Safety Perugia   | 3-1               | 24-26, 25-22, 25-20, 25-21 |
| 19-10          | Top Volley Latina - Milano    | 3-1               | 17-25, 25-20, 25-20, 25-23 |

| Seconda giornata |                                       |      |                                   |
|                  |                                       |      |                                   |
| Riposa:          | Lube                                  | Lube | Lube                              |
| 26-10            | BluVolley Verona - Powervolley Milano | 3-0  | 25-20, 25-21, 25-22               |
| 26-10            | Molfetta - Città di Castello          | 3-1  | 22-25, 25-19, 25-23, 25-21        |
| 26-10            | Padova - Modena                       | 0-3  | 15-25, 22-25, 20-25               |
| 26-10            | Sir Safety Perugia - Trentino         | 2-3  | 25-21, 25-22, 19-25, 18-25, 15-17 |
| 26-10            | Milano - Piacenza                     | 1-3  | 22-25, 25-22, 21-25, 21-25        |
| 25-10            | Porto Robur Costa - Top Volley Latina | 3-1  | 26-28, 25-23, 25-19, 25-21        |

| Terza giornata |                                        |                    |                            |
|                |                                        |                    |                            |
| Riposa:        | Powervolley Milano                     | Powervolley Milano | Powervolley Milano         |
| 29-10          | Città di Castello - Porto Robur Costa  | 1-3                | 20-25, 25-22, 18-25, 19-25 |
| 29-10          | Lube - Padova                          | 3-0                | 25-15, 25-18, 25-22        |
| 29-10          | Piacenza - BluVolley Verona            | 3-0                | 25-22, 25-13, 25-22        |
| 29-10          | Top Volley Latina - Sir Safety Perugia | 0-3                | 21-25, 25-27, 23-25        |
| 29-10          | Modena - Milano                        | 3-0                | 25-15, 25-15, 25-16        |
| 29-10          | Trentino - Molfetta                    | 3-0                | 25-18, 25-19, 25-19        |

| Quarta giornata |                              |        |                                 |
|                 |                              |        |                                 |
| Riposa:         | Milano                       | Milano | Milano                          |
| 01-11           | Città di Castello - Piacenza | 0-3    | 23-25, 14-25, 19-25             |
| 02-11           | Padova - Sir Safety Perugia  | 0-3    | 21-25, 23-25, 20-25             |
| 02-11           | Porto Robur Costa - Lube     | 0-3    | 16-25, 23-25, 15-25             |
| 01-11           | BluVolley Verona - Trentino  | 3-0    | 25-14, 25-23, 25-16             |
| 02-11           | Powervolley Milano - Modena  | 0-3    | 20-25, 17-25, 15-25             |
| 02-11           | Molfetta - Top Volley Latina | 2-3    | 8-25, 28-26, 25-23, 21-25, 8-15 |

| Quinta giornata |                                       |        |                                   |
|                 |                                       |        |                                   |
| Riposa:         | Modena                                | Modena | Modena                            |
| 09-11           | Lube - Piacenza                       | 3-0    | 25-22, 25-20, 25-21               |
| 09-11           | Sir Safety Perugia - BluVolley Verona | 3-1    | 25-22, 26-24, 22-25, 25-20        |
| 09-11           | Trentino - Powervolley Milano         | 3-0    | 25-14, 25-18, 25-18               |
| 08-11           | Milano - Porto Robur Costa            | 0-3    | 19-25, 20-25, 17-25               |
| 09-11           | Padova - Molfetta                     | 3-1    | 22-25, 25-23, 25-19, 25-16        |
| 09-11           | Top Volley Latina - Città di Castello | 3-2    | 25-16, 20-25, 25-12, 19-25, 15-10 |

| Sesta giornata |                                      |                    |                                   |
|                |                                      |                    |                                   |
| Riposa:        | Sir Safety Perugia                   | Sir Safety Perugia | Sir Safety Perugia                |
| 16-11          | Powervolley Milano - Lube            | 0-3                | 25-27, 17-25, 19-25               |
| 15-11          | Piacenza - Modena                    | 0-3                | 21-25, 20-25, 22-25               |
| 16-11          | Porto Robur Costa - Trentino         | 0-3                | 18-25, 32-34, 22-25               |
| 15-11          | Molfetta - Milano                    | 3-2                | 25-23, 19-25, 25-18, 23-25, 15-12 |
| 16-11          | Città di Castello - Padova           | 3-2                | 25-22, 18-25, 16-25, 25-22, 15-12 |
| 16-11          | BluVolley Verona - Top Volley Latina | 1-3                | 22-25, 15-25, 27-25, 22-25        |

| Settima giornata |                                        |          |                                   |
|                  |                                        |          |                                   |
| Riposa:          | Piacenza                               | Piacenza | Piacenza                          |
| 23-11            | Top Volley Latina - Trentino           | 2-3      | 25-21, 26-24, 24-26, 20-25, 14-16 |
| 23-11            | Lube - Città di Castello               | 3-0      | 26-24, 25-20, 25-14               |
| 23-11            | Sir Safety Perugia - Porto Robur Costa | 3-1      | 25-21, 23-25, 25-19, 25-22        |
| 23-11            | Modena - Molfetta                      | 3-0      | 25-18, 25-15, 25-15               |
| 23-11            | Milano - BluVolley Verona              | 0-3      | 16-25, 21-25, 27-29               |
| 23-11            | Padova - Powervolley Milano            | 2-3      | 25-23, 25-21, 28-30, 27-29, 11-15 |

| Ottava giornata |                                        |          |                                   |
|                 |                                        |          |                                   |
| Riposa:         | Molfetta                               | Molfetta | Molfetta                          |
| 30-11           | Trentino - Lube                        | 3-2      | 21-25, 25-23, 16-25, 25-18, 16-14 |
| 29-11           | Piacenza - Sir Safety Perugia          | 0-3      | 23-25, 25-27, 20-25               |
| 30-11           | Porto Robur Costa - Modena             | 0-3      | 15-25, 20-25, 29-31               |
| 30-11           | Città di Castello - Milano             | 3-1      | 25-22, 28-26, 21-25, 25-22        |
| 30-11           | BluVolley Verona - Padova              | 3-1      | 26-28, 25-21, 25-22, 25-21        |
| 30-11           | Powervolley Milano - Top Volley Latina | 0-3      | 20-25, 22-25, 21-25               |

| Nona giornata |                                         |          |                                   |
|               |                                         |          |                                   |
| Riposa:       | Trentino                                | Trentino | Trentino                          |
| 07-12         | Molfetta - BluVolley Verona             | 0-3      | 24-26, 14-25, 24-26               |
| 07-12         | Milano - Lube                           | 0-3      | 19-25, 19-25, 20-25               |
| 07-12         | Top Volley Latina - Piacenza            | 2-3      | 25-20, 15-25, 25-23, 21-25, 11-15 |
| 07-12         | Sir Safety Perugia - Powervolley Milano | 3-1      | 22-25, 25-17, 25-19, 25-19        |
| 08-12         | Modena - Città di Castello              | 3-0      | 25-19, 25-11, 25-21               |
| 07-12         | Padova - Porto Robur Costa              | 1-3      | 23-25, 25-20, 23-25, 18-25        |

| Decima giornata |                                      |        |                                   |
|                 |                                      |        |                                   |
| Riposa:         | Padova                               | Padova | Padova                            |
| 14-12           | Modena - Top Volley Latina           | 3-0    | 25-20, 25-19, 25-18               |
| 14-12           | BluVolley Verona - Porto Robur Costa | 3-0    | 25-22, 25-18, 25-14               |
| 13-12           | Lube - Sir Safety Perugia            | 3-1    | 23-25, 25-23, 26-24, 27-25        |
| 14-12           | Piacenza - Molfetta                  | 3-0    | 25-12, 25-18, 25-21               |
| 14-12           | Città di Castello - Trentino         | 0-3    | 16-25, 17-25, 21-25               |
| 14-12           | Milano - Powervolley Milano          | 2-3    | 22-25, 23-25, 25-23, 25-20, 12-15 |

| Undicesima giornata |                                        |                  |                                   |
|                     |                                        |                  |                                   |
| Riposa:             | BluVolley Verona                       | BluVolley Verona | BluVolley Verona                  |
| 21-12               | Lube - Top Volley Latina               | 1-3              | 17-25, 26-24, 22-25, 23-25        |
| 21-12               | Sir Safety Perugia - Milano            | 3-2              | 19-25, 25-18, 18-25, 25-22, 15-13 |
| 21-12               | Trentino - Modena                      | 3-0              | 25-18, 25-19, 29-27               |
| 21-12               | Porto Robur Costa - Molfetta           | 2-3              | 20-25, 24-26, 25-17, 25-22, 7-15  |
| 21-12               | Padova - Piacenza                      | 3-2              | 25-21, 25-23, 22-25, 17-25, 16-14 |
| 20-12               | Powervolley Milano - Città di Castello | 3-2              | 32-34, 25-23, 23-25, 25-19, 15-13 |

| Dodicesima giornata |                                        |                   |                                   |
|                     |                                        |                   |                                   |
| Riposa:             | Porto Robur Costa                      | Porto Robur Costa | Porto Robur Costa                 |
| 26-12               | Molfetta - Lube                        | 3-2               | 37-39, 25-21, 24-26, 25-19, 15-12 |
| 26-12               | Città di Castello - Sir Safety Perugia | 0-3               | 22-25, 17-25, 19-25               |
| 26-12               | Top Volley Latina - Padova             | 3-1               | 25-15, 18-25, 25-21, 26-24        |
| 26-12               | Piacenza - Powervolley Milano          | 3-1               | 23-25, 26-24, 25-22, 25-21        |
| 26-12               | Milano - Trentino                      | 0-3               | 19-25, 24-26, 18-25               |
| 26-12               | Modena - BluVolley Verona              | 3-2               | 25-20, 22-25, 21-25, 32-30, 15-12 |

| Tredicesima giornata |                                        |                   |                                   |
|                      |                                        |                   |                                   |
| Riposa:              | Top Volley Latina                      | Top Volley Latina | Top Volley Latina                 |
| 28-12                | Sir Safety Perugia - Molfetta          | 3-1               | 23-25, 25-17, 25-20, 25-20        |
| 28-12                | Lube - Modena                          | 3-2               | 25-19, 21-25, 23-25, 25-15, 15-10 |
| 29-12                | Padova - Milano                        | 1-3               | 20-25, 25-22, 25-27, 18-25        |
| 28-12                | BluVolley Verona - Città di Castello   | 3-0               | 25-22, 25-20, 25-19               |
| 28-12                | Powervolley Milano - Porto Robur Costa | 0-3               | 24-26, 23-25, 16-25               |
| 28-12                | Trentino - Piacenza                    | 3-0               | 25-17, 25-17, 27-25               |

| Quattordicesima giornata |                               |                   |                            |
|                          |                               |                   |                            |
| Riposa:                  | Città di Castello             | Città di Castello | Città di Castello          |
| 03-01                    | Porto Robur Costa - Piacenza  | 3-0               | 25-22, 25-19, 25-21        |
| 03-01                    | BluVolley Verona - Lube       | 3-1               | 25-17, 25-23, 18-25, 25-22 |
| 03-01                    | Molfetta - Powervolley Milano | 3-0               | 25-23, 28-26, 25-20        |
| 03-01                    | Padova - Trentino             | 0-3               | 21-25, 23-25, 19-25        |
| 03-01                    | Sir Safety Perugia - Modena   | 1-3               | 22-25, 25-20, 22-25, 21-25 |
| 03-01                    | Milano - Top Volley Latina    | 3-1               | 13-25, 25-22, 24-23, 25-22 |

| Quindicesima giornata |                                       |      |                                   |
|                       |                                       |      |                                   |
| Riposa:               | Lube                                  | Lube | Lube                              |
| 18-01                 | Powervolley Milano - BluVolley Verona | 0-3  | 20-25, 18-25, 16-25               |
| 18-01                 | Città di Castello - Molfetta          | 0-3  | 15-25, 21-25, 30-32               |
| 17-01                 | Modena - Padova                       | 3-0  | 30-28, 29-27, 25-21               |
| 18-01                 | Trentino - Sir Safety Perugia         | 3-1  | 23-25, 25-18, 25-18, 25-19        |
| 17-01                 | Piacenza - Milano                     | 1-3  | 32-30, 23-25, 24-26, 23-25        |
| 18-01                 | Top Volley Latina - Porto Robur Costa | 3-2  | 18-25, 25-20, 19-25, 25-15, 19-17 |

| Sedicesima giornata |                                        |                    |                                   |
|                     |                                        |                    |                                   |
| Riposa:             | Powervolley Milano                     | Powervolley Milano | Powervolley Milano                |
| 24-01               | Porto Robur Costa - Città di Castello  | 3-2                | 19-25, 25-19, 26-24, 16-25, 15-11 |
| 25-01               | Padova - Lube                          | 1-3                | 26-24, 20-25, 20-25, 22-25        |
| 24-01               | BluVolley Verona - Piacenza            | 3-1                | 25-21, 25-27, 25-19, 25-22        |
| 24-01               | Sir Safety Perugia - Top Volley Latina | 3-2                | 25-21, 21-25, 21-25, 25-19, 16-14 |
| 25-01               | Milano - Modena                        | 0-3                | 24-26, 25-27, 20-25               |
| 25-01               | Molfetta - Trentino                    | 3-2                | 20-25, 25-20, 25-22, 19-25, 22-20 |

| Diciassettesima giornata |                              |        |                                   |
|                          |                              |        |                                   |
| Riposa:                  | Milano                       | Milano | Milano                            |
| 01-02                    | Piacenza - Città di Castello | 2-3    | 25-22, 19-25, 25-21, 25-27, 13-15 |
| 01-02                    | Sir Safety Perugia - Padova  | 3-0    | 25-19, 25-21, 25-21               |
| 01-02                    | Lube - Porto Robur Costa     | 3-1    | 25-15, 25-18, 23-25, 25-20        |
| 31-01                    | Trentino - BluVolley Verona  | 3-0    | 25-19, 25-22, 25-13               |
| 01-02                    | Modena - Powervolley Milano  | 3-0    | 25-14, 25-22, 25-20               |
| 01-02                    | Top Volley Latina - Molfetta | 3-0    | 27-25, 25-21, 25-18               |

| Diciottesima giornata |                                       |        |                                   |
|                       |                                       |        |                                   |
| Riposa:               | Modena                                | Modena | Modena                            |
| 08-02                 | Piacenza - Lube                       | 0-3    | 20-25, 17-25, 22-25               |
| 08-02                 | BluVolley Verona - Sir Safety Perugia | 3-2    | 34-32, 25-20, 18-25, 18-25, 17-15 |
| 08-02                 | Powervolley Milano - Trentino         | 0-3    | 18-25, 19-25, 19-25               |
| 08-02                 | Porto Robur Costa - Milano            | 0-3    | 23-25, 22-25, 21-25               |
| 08-02                 | Molfetta - Padova                     | 3-1    | 28-26, 26-24, 20-25, 25-22        |
| 07-02                 | Città di Castello - Top Volley Latina | 0-3    | 19-25, 17-25, 21-25               |

| Diciannovesima giornata |                                      |                    |                                   |
|                         |                                      |                    |                                   |
| Riposa:                 | Sir Safety Perugia                   | Sir Safety Perugia | Sir Safety Perugia                |
| 15-02                   | Lube - Powervolley Milano            | 3-1                | 18-25, 25-19, 27-25, 25-19        |
| 15-02                   | Modena - Piacenza                    | 3-1                | 25-15, 22-25, 25-18, 25-21        |
| 15-02                   | Trentino - Porto Robur Costa         | 3-0                | 25-16, 25-20, 25-17               |
| 15-02                   | Milano - Molfetta                    | 1-3                | 25-21, 22-25, 19-25, 21-25        |
| 15-02                   | Padova - Città di Castello           | 3-0                | 25-16, 25-23, 25-23               |
| 14-02                   | Top Volley Latina - BluVolley Verona | 2-3                | 25-21, 25-23, 22-25, 36-38, 11-15 |

| Ventesima giornata |                                        |          |                                   |
|                    |                                        |          |                                   |
| Riposa:            | Piacenza                               | Piacenza | Piacenza                          |
| 22-02              | Trentino - Top Volley Latina           | 3-1      | 25-21, 25-19, 19-25, 25-20        |
| 22-02              | Città di Castello - Lube               | 0-3      | 25-27, 21-25, 27-29               |
| 22-02              | Porto Robur Costa - Sir Safety Perugia | 1-3      | 25-21, 17-25, 18-25, 29-31        |
| 22-02              | Molfetta - Modena                      | 1-3      | 25-20, 21-25, 19-25, 18-25        |
| 21-02              | BluVolley Verona - Milano              | 3-1      | 17-25, 25-20, 25-20, 25-23        |
| 23-02              | Powervolley Milano - Padova            | 2-3      | 22-25, 25-21, 25-19, 27-29, 12-15 |

| Ventunesima giornata |                                        |          |                                   |
|                      |                                        |          |                                   |
| Riposa:              | Molfetta                               | Molfetta | Molfetta                          |
| 01-03                | Lube - Trentino                        | 3-2      | 21-25, 25-19, 21-25, 25-23, 15-12 |
| 28-02                | Sir Safety Perugia - Piacenza          | 3-0      | 25-19, 25-20, 25-20               |
| 01-03                | Modena - Porto Robur Costa             | 3-1      | 18-25, 25-22, 25-22, 25-19        |
| 01-03                | Milano - Città di Castello             | 3-1      | 21-25, 25-13, 25-21, 25-14        |
| 01-03                | Padova - BluVolley Verona              | 1-3      | 25-23, 15-25, 23-25, 21-25        |
| 01-03                | Top Volley Latina - Powervolley Milano | 3-0      | 25-18, 25-13, 25-19               |

| Ventiduesima giornata |                                         |          |                                   |
|                       |                                         |          |                                   |
| Riposa:               | Trentino                                | Trentino | Trentino                          |
| 08-03                 | BluVolley Verona - Molfetta             | 3-1      | 25-23, 23-25, 25-14, 25-15        |
| 08-03                 | Lube - Milano                           | 3-1      | 25-18, 23-25, 25-17, 25-21        |
| 08-03                 | Piacenza - Top Volley Latina            | 3-2      | 19-25, 25-23, 25-20, 17-25, 15-10 |
| 08-03                 | Powervolley Milano - Sir Safety Perugia | 0-3      | 27-29, 20-25, 24-26               |
| 07-03                 | Città di Castello - Modena              | 0-3      | 13-25, 18-25, 17-25               |
| 08-03                 | Porto Robur Costa - Padova              | 3-0      | 25-23, 26-24, 25-22               |

| Ventitreesima giornata |                                      |        |                                   |
|                        |                                      |        |                                   |
| Riposa:                | Padova                               | Padova | Padova                            |
| 15-03                  | Top Volley Latina - Modena           | 3-1    | 25-18, 25-20, 18-25, 25-21        |
| 15-03                  | Porto Robur Costa - BluVolley Verona | 3-0    | 25-18, 25-17, 25-15               |
| 15-03                  | Sir Safety Perugia - Lube            | 0-3    | 25-27, 21-25, 22-25               |
| 14-03                  | Molfetta - Piacenza                  | 3-2    | 23-25, 25-19, 21-25, 25-18, 15-13 |
| 15-03                  | Trentino - Città di Castello         | 3-0    | 25-16, 25-19, 25-19               |
| 15-03                  | Powervolley Milano - Milano          | 2-3    | 20-25, 25-18, 25-19, 34-36, 11-15 |

| Ventiquattresima giornata |                                        |                  |                                   |
|                           |                                        |                  |                                   |
| Riposa:                   | BluVolley Verona                       | BluVolley Verona | BluVolley Verona                  |
| 22-03                     | Top Volley Latina - Lube               | 1-3              | 25-27, 20-25, 25-19, 26-28        |
| 22-03                     | Milano - Sir Safety Perugia            | 1-3              | 25-21, 16-25, 16-25, 21-25        |
| 21-03                     | Modena - Trentino                      | 1-3              | 24-26, 18-25, 25-17, 24-26        |
| 22-03                     | Molfetta - Porto Robur Costa           | 3-2              | 25-18, 25-22, 22-25, 21-25, 15-12 |
| 22-03                     | Piacenza - Padova                      | 1-3              | 19-25, 18-25, 25-15, 29-31        |
| 22-03                     | Città di Castello - Powervolley Milano | 1-3              | 20-25, 24-26, 25-23, 20-25        |

| Venticinquesima giornata |                                        |                   |                     |
|                          |                                        |                   |                     |
| Riposa:                  | Porto Robur Costa                      | Porto Robur Costa | Porto Robur Costa   |
| 29-03                    | Lube - Molfetta                        | 3-0               | 25-16, 25-21, 25-16 |
| 29-03                    | Sir Safety Perugia - Città di Castello | 3-0               | 25-14, 25-21, 25-19 |
| 29-03                    | Padova - Top Volley Latina             | 0-3               | 24-26, 19-25, 20-25 |
| 29-03                    | Powervolley Milano - Piacenza          | 0-3               | 13-25, 28-30, 17-25 |
| 01-04                    | Trentino - Milano                      | 3-0               | 25-17, 25-16, 25-22 |
| 29-03                    | BluVolley Verona - Modena              | 0-3               | 23-25, 21-25, 17-25 |

| Ventiseiesima giornata |                                        |                   |                                   |
|                        |                                        |                   |                                   |
| Riposa:                | Top Volley Latina                      | Top Volley Latina | Top Volley Latina                 |
| 05-04                  | Molfetta - Sir Safety Perugia          | 2-3               | 25-21, 25-16, 18-25, 23-25, 14-16 |
| 05-04                  | Modena - Lube                          | 3-0               | 25-18, 25-22, 25-21               |
| 05-04                  | Milano - Padova                        | 3-0               | 25-23, 25-18, 25-22               |
| 05-04                  | Città di Castello - BluVolley Verona   | 1-3               | 24-26, 18-25, 25-13, 18-25        |
| 05-04                  | Porto Robur Costa - Powervolley Milano | 3-1               | 23-25, 25-17, 25-23, 25-23        |
| 04-04                  | Piacenza - Trentino                    | 0-3               | 14-25, 31-33, 16-25               |

#### Classifica
| Pos. | Squadra            | Pt | G  | V  | P  | SV | SP | Ratio | PF    | PS    | Ratio |
| ---- | ------------------ | -- | -- | -- | -- | -- | -- | ----- | ----- | ----- | ----- |
| 1.   | Trentino           | 62 | 24 | 21 | 3  | 67 | 18 | 3,722 | 2 029 | 1 724 | 1,176 |
| 2.   | Modena             | 60 | 24 | 20 | 4  | 64 | 19 | 3,368 | 1 995 | 1 725 | 1,156 |
| 3.   | Lube               | 57 | 24 | 19 | 5  | 63 | 26 | 2,423 | 2 124 | 1 913 | 1,110 |
| 4.   | Sir Safety Perugia | 50 | 24 | 17 | 7  | 59 | 33 | 1,787 | 2 154 | 2 015 | 1,068 |
| 5.   | BluVolley Verona   | 47 | 24 | 16 | 8  | 53 | 35 | 1,514 | 2 037 | 1 961 | 1,038 |
| 6.   | Top Volley Latina  | 41 | 24 | 13 | 11 | 53 | 44 | 1,204 | 2 202 | 2 093 | 1,052 |
| 7.   | Porto Robur Costa  | 35 | 24 | 11 | 13 | 43 | 46 | 0,934 | 1 974 | 2 016 | 0,979 |
| 8.   | Molfetta           | 32 | 24 | 12 | 12 | 44 | 51 | 0,862 | 2 047 | 2 161 | 0,947 |
| 9.   | Piacenza           | 25 | 24 | 8  | 16 | 35 | 54 | 0,648 | 1 967 | 2 033 | 0,967 |
| 10.  | Milano             | 23 | 24 | 7  | 17 | 34 | 57 | 0,596 | 1 979 | 2 119 | 0,933 |
| 11.  | Padova             | 15 | 24 | 5  | 19 | 26 | 63 | 0,412 | 1 945 | 2 118 | 0,918 |
| 12.  | Powervolley Milano | 11 | 24 | 4  | 20 | 20 | 67 | 0,298 | 1 845 | 2 103 | 0,877 |
| 13.  | Città di Castello  | 10 | 24 | 3  | 21 | 20 | 68 | 0,294 | 1 783 | 2 100 | 0,849 |

      Qualificata ai play-off scudetto.

### Play-off scudetto

#### Tabellone
|  | Quarti di finale | Quarti di finale   | Quarti di finale | Quarti di finale | Quarti di finale |   |          | Semifinali | Semifinali         | Semifinali | Semifinali | Semifinali |  |   | Finale   | Finale | Finale | Finale | Finale | Finale | Finale |
|  |                  |                    |                  |                  |                  |   |          |            |                    |            |            |            |  |   |          |        |        |        |        |        |        |
|  | 1                | Trentino           | 3                | 3                |                  |   |          |            |                    |            |            |            |  |   |          |        |        |        |        |        |        |
|  | 1                | Trentino           | 3                | 3                |                  |   |          |            |                    |            |            |            |  |   |          |        |        |        |        |        |        |
|  | 8                | Molfetta           | 0                | 2                |                  |   |          |            |                    |            |            |            |  |   |          |        |        |        |        |        |        |
|  | 8                | Molfetta           | 0                | 2                |                  | 1 | Trentino | 3          | 1                  | 3          |            |            |  |   |          |        |        |        |        |        |        |
|  |                  |                    |                  |                  |                  | 1 | Trentino | 3          | 1                  | 3          |            |            |  |   |          |        |        |        |        |        |        |
|  |                  |                    |                  |                  |                  |   |          | 4          | Sir Safety Perugia | 1          | 3          | 2          |  |   |          |        |        |        |        |        |        |
|  | 4                | Sir Safety Perugia | 2                | 3                | 3                |   |          | 4          | Sir Safety Perugia | 1          | 3          | 2          |  |   |          |        |        |        |        |        |        |
|  | 4                | Sir Safety Perugia | 2                | 3                | 3                |   |          |            |                    |            |            |            |  |   |          |        |        |        |        |        |        |
|  | 5                | BluVolley Verona   | 3                | 1                | 1                |   |          |            |                    |            |            |            |  |   |          |        |        |        |        |        |        |
|  | 5                | BluVolley Verona   | 3                | 1                | 1                |   |          |            |                    |            |            |            |  | 1 | Trentino | 3      | 1      | 3      | 3      |        |        |
|  |                  |                    |                  |                  |                  |   |          |            |                    |            |            |            |  | 1 | Trentino | 3      | 1      | 3      | 3      |        |        |
|  |                  |                    |                  |                  |                  |   |          |            |                    |            |            |            |  |   | 2        | Modena | 2      | 3      | 0      | 0      |        |
|  | 2                | Modena             | 3                | 3                |                  |   |          |            |                    |            |            |            |  |   | 2        | Modena | 2      | 3      | 0      | 0      |        |
|  | 2                | Modena             | 3                | 3                |                  |   |          |            |                    |            |            |            |  |   |          |        |        |        |        |        |        |
|  | 7                | Porto Robur Costa  | 1                | 1                |                  |   |          |            |                    |            |            |            |  |   |          |        |        |        |        |        |        |
|  | 7                | Porto Robur Costa  | 1                | 1                |                  | 2 | Modena   | 3          | 3                  |            |            |            |  |   |          |        |        |        |        |        |        |
|  |                  |                    |                  |                  |                  | 2 | Modena   | 3          | 3                  |            |            |            |  |   |          |        |        |        |        |        |        |
|  |                  |                    |                  |                  |                  |   |          | 6          | Top Volley Latina  | 2          | 0          |            |  |   |          |        |        |        |        |        |        |
|  | 3                | Lube               | 1                | 3                | 1                |   |          | 6          | Top Volley Latina  | 2          | 0          |            |  |   |          |        |        |        |        |        |        |
|  | 3                | Lube               | 1                | 3                | 1                |   |          |            |                    |            |            |            |  |   |          |        |        |        |        |        |        |
|  | 6                | Top Volley Latina  | 3                | 2                | 3                |   |          |            |                    |            |            |            |  |   |          |        |        |        |        |        |        |
|  | 6                | Top Volley Latina  | 3                | 2                | 3                |   |          |            |                    |            |            |            |  |   |          |        |        |        |        |        |        |

#### Risultati

##### Quarti di finale
| Gara 1 |                                       |     |                                   |
|        |                                       |     |                                   |
| 15-04  | Trentino - Molfetta                   | 3-0 | 25-13, 25-20, 25-20               |
| 11-04  | Sir Safety Perugia - BluVolley Verona | 2-3 | 18-25, 25-21, 16-25, 25-21, 12-15 |
| 12-04  | Modena - Porto Robur Costa            | 3-1 | 18-25, 25-13, 25-20, 25-13        |
| 12-04  | Lube - Top Volley Latina              | 1-3 | 25-21, 19-25, 17-25, 19-25        |

| Gara 2 |                                       |     |                                   |
|        |                                       |     |                                   |
| 19-04  | Molfetta - Trentino                   | 2-3 | 20-25, 25-22, 15-25, 25-23, 10-15 |
| 19-04  | BluVolley Verona - Sir Safety Perugia | 1-3 | 19-25, 14-25, 26-24, 23-25        |
| 19-04  | Porto Robur Costa - Modena            | 1-3 | 29-27, 19-25, 19-25, 21-25        |
| 19-04  | Top Volley Latina - Lube              | 2-3 | 23-25, 25-17, 22-25, 25-12, 12-15 |

| Gara 3 |                                       |     |                            |
|        |                                       |     |                            |
| 22-04  | Sir Safety Perugia - BluVolley Verona | 3-1 | 25-20, 21-25, 26-24, 21-18 |
| 22-04  | Lube - Top Volley Latina              | 1-3 | 22-25, 25-16, 15-25, 25-27 |

##### Semifinali
| Gara 1 |                               |     |                                   |
|        |                               |     |                                   |
| 25-04  | Trentino - Sir Safety Perugia | 3-1 | 29-31, 25-18, 25-23, 25-18        |
| 25-04  | Modena - Top Volley Latina    | 3-2 | 25-22, 25-14, 21-25, 22-25, 15-12 |

| Gara 2 |                               |     |                            |
|        |                               |     |                            |
| 28-04  | Sir Safety Perugia - Trentino | 3-1 | 25-22, 28-26, 12-25, 25-18 |
| 28-04  | Top Volley Latina - Modena    | 0-3 | 20-25, 19-25, 22-25        |

| Gara 3 |                               |     |                                   |
|        |                               |     |                                   |
| 01-05  | Trentino - Sir Safety Perugia | 3-2 | 25-20, 29-27, 22-25, 25-27, 16-14 |

##### Finale
| Gara 1 |                   |     |                                   |
|        |                   |     |                                   |
| 03-05  | Trentino - Modena | 3-2 | 23-25, 17-25, 29-27, 28-26, 15-12 |

| Gara 2 |                   |     |                            |
|        |                   |     |                            |
| 06-05  | Modena - Trentino | 3-1 | 19-25, 25-23, 25-21, 26-24 |

| Gara 3 |                   |     |                     |
|        |                   |     |                     |
| 10-05  | Trentino - Modena | 3-0 | 25-23, 25-23, 25-22 |

| Gara 4 |                   |     |                     |
|        |                   |     |                     |
| 13-05  | Modena - Trentino | 0-3 | 24-26, 20-25, 19-25 |

## Verdetti
| Squadra            | Qualificazione           |
| ------------------ | ------------------------ |
| Lube               | Champions League 2015-16 |
| Modena             | Champions League 2015-16 |
| Trentino           | Champions League 2015-16 |
| Sir Safety Perugia | Coppa CEV 2015-16        |
| BluVolley Verona   | Challenge Cup 2015-16    |

## Premi individuali
| Premio                 | Nome                    | Squadra            |
| ---------------------- | ----------------------- | ------------------ |
| MVP                    | Simone Giannelli        | Trentino           |
| Miglior allenatore     | Radostin Stojčev        | Trentino           |
| Miglior Under-23       | Simone Giannelli        | Trentino           |
| Miglior pubblico       | -                       | Trentino           |
| Miglior arbitro        | Stefano Cesare          | -                  |
| Miglior realizzatore   | Aleksandar Atanasijević | Sir Safety Perugia |
| Miglior addetto stampa | Gian Paolo Maini        | Modena             |
| Miglior ricezione      | Mário Pedreira          | Piacenza           |
| Miglior servizio       | Aimone Alletti          | Piacenza           |
| Miglior attaccante     | Martin Nemec            | Trentino           |
| Miglior centrale       | Simon Van de Voorde     | Top Volley Latina  |
| Miglior servizio       | Mitja Gasparini         | BluVolley Verona   |
| Miglior muro           | Simon Van de Voorde     | Top Volley Latina  |
| Miglior attaccante     | Aleksandar Atanasijević | Sir Safety Perugia |

## Statistiche
| Rendimento individuale | Rendimento individuale  | Rendimento individuale | Rendimento individuale |
| Pos.                   | Nome                    | Punti                  | Squadra                |
| ---------------------- | ----------------------- | ---------------------- | ---------------------- |
| 1                      | Aleksandar Atanasijević | 516                    | Sir Safety Perugia     |
| 2                      | Saša Starović           | 465                    | Top Volley Latina      |
| 3                      | Stefano Giannotti       | 381                    | Padova                 |
| 4                      | Tine Urnaut             | 368                    | Top Volley Latina      |
| 5                      | Klemen Čebulj           | 364                    | Porto Robur Costa      |
| 6                      | Matej Kazijski          | 347                    | Trentino               |
| 7                      | Taylor Sander           | 337                    | BluVolley Verona       |
| 8                      | Filippo Lanza           | 336                    | Trentino               |
| 9                      | Milan Bencz             | 335                    | Powervolley Milano     |
| 10                     | Williams Padura         | 330                    | Milano                 |

| Attacchi vincenti | Attacchi vincenti       | Attacchi vincenti | Attacchi vincenti  |
| Pos.              | Nome                    | Punti             | Squadra            |
| ----------------- | ----------------------- | ----------------- | ------------------ |
| 1                 | Aleksandar Atanasijević | 451               | Sir Safety Perugia |
| 2                 | Saša Starović           | 412               | Top Volley Latina  |
| 3                 | Stefano Giannotti       | 322               | Padova             |
| 4                 | Klemen Čebulj           | 314               | Porto Robur Costa  |
| 5                 | Tine Urnaut             | 296               | Top Volley Latina  |
| 6                 | Milan Bencz             | 292               | Powervolley Milano |
| 7                 | Filippo Lanza           | 290               | Trentino           |
| 8                 | Hristo Zlatanov         | 286               | Piacenza           |
| 9                 | Williams Padura         | 281               | Milano             |
| 10                | Taylor Sander           | 278               | BluVolley Verona   |

| Muri vincenti | Muri vincenti       | Muri vincenti | Muri vincenti     |
| Pos.          | Nome                | Punti         | Squadra           |
| ------------- | ------------------- | ------------- | ----------------- |
| 1             | Simon Van de Voorde | 87            | Top Volley Latina |
| 2             | Marko Podraščanin   | 71            | Lube              |
| 3             | Simone Anzani       | 70            | BluVolley Verona  |
| 4             | Sebastián Solé      | 66            | Trentino          |
| 5             | Svetoslav Gocev     | 58            | Milano            |
| 6             | Stefano Mengozzi    | 57            | Porto Robur Costa |
| 7             | Emanuele Birarelli  | 56            | Trentino          |
| 7             | Matteo Piano        | 56            | Modena            |
| 9             | Aidan Zingel        | 55            | BluVolley Verona  |
| 10            | Daniele Mazzone     | 52            | Città di Castello |

| Battute vincenti | Battute vincenti        | Battute vincenti | Battute vincenti   |
| Pos.             | Nome                    | Punti            | Squadra            |
| ---------------- | ----------------------- | ---------------- | ------------------ |
| 1                | Mitja Gasparini         | 43               | BluVolley Verona   |
| 2                | Matej Kazijski          | 38               | Trentino           |
| 2                | Alen Šket               | 38               | Molfetta           |
| 2                | Tine Urnaut             | 38               | Top Volley Latina  |
| 5                | Giulio Sabbi            | 37               | Lube               |
| 6                | Aleksandar Atanasijević | 35               | Sir Safety Perugia |
| 7                | Martin Nemec            | 33               | Trentino           |
| 8                | Stefano Giannotti       | 32               | Padova             |
| 9                | Bruno de Rezende        | 30               | Modena             |
| 10               | Todor Skrimov           | 29               | Top Volley Latina  |

| Ricezioni perfette | Ricezioni perfette | Ricezioni perfette | Ricezioni perfette |
| Pos.               | Nome               | Punti              | Squadra            |
| ------------------ | ------------------ | ------------------ | ------------------ |
| 1                  | Péter Veres        | 262                | Powervolley Milano |
| 2                  | Iacopo Botto       | 199                | Milano             |
| 2                  | Mário Pedreira     | 199                | Piacenza           |
| 4                  | Marco Rizzo        | 196                | Powervolley Milano |
| 5                  | Earvin N'Gapeth    | 190                | Modena             |
| 6                  | Gonzalo Quiroga    | 186                | Padova             |
| 6                  | Tine Urnaut        | 186                | Top Volley Latina  |
| 8                  | Taylor Sander      | 175                | BluVolley Verona   |
| 9                  | Dore Della Lunga   | 172                | Città di Castello  |
| 10                 | Roberto Romiti     | 166                | Molfetta           |

NB: I dati sono riferiti esclusivamente alla regular season.